# ماروین آر. بکستر
ماروین آر. بکستر (انگلیسی: Marvin R. Baxter؛ زادهٔ ۹ ژانویهٔ ۱۹۴۰) سیاست‌مدار ارمنی‌تبار اهل ایالات متحده آمریکا است از تاریخ ژانویه ۱۹۹۱ تا ۵ ژانویه ۲۰۱۵ به عنوان معاون قضایی دادگاه عالی کالیفرنیا خدمت نمود.

## زندگی‌نامه
در ۹ ژانویهٔ ۱۹۴۰ در فولر، کالیفرنیا به دنیا آمد. والدین پدری و مادری ماروین در ارمنستان به دنیا آمده و دیرتر به ایالات متحده آمریکا نقل مکان کرده بودند. پدربزرگ پدری وی به علت تعصب شدید ضد ارمنی در دهه ۱۹۳۰ در منطقه فرزنو نام خانوادگی خویش را از باغداساریان به بکستر تغییر داد. ماروین در دبیرستان فاولر تحصیل نمود. وی با مدرک کارشناسی رشته اقتصاد از دانشگاه ایالتی کالیفرنیا در فرزنو و با مدرک رشته حقوق دانشگاه کالیفرنیا، کالج حقوق هیستینگز فارغ‌التحصیل گشت. در سال ۱۹۶۷، باکستر فعالیت حقوقی خود را به عنوان معاون دادستان ناحیه‌ای شهرستان فرزنو آغاز کرد.